# Hyptec HT
Hyptec HT – elektryczny samochód osobowy typu SUV klasy wyższej produkowany pod chińską marką Hyptec od 2023 roku.

## Historia i opis modelu

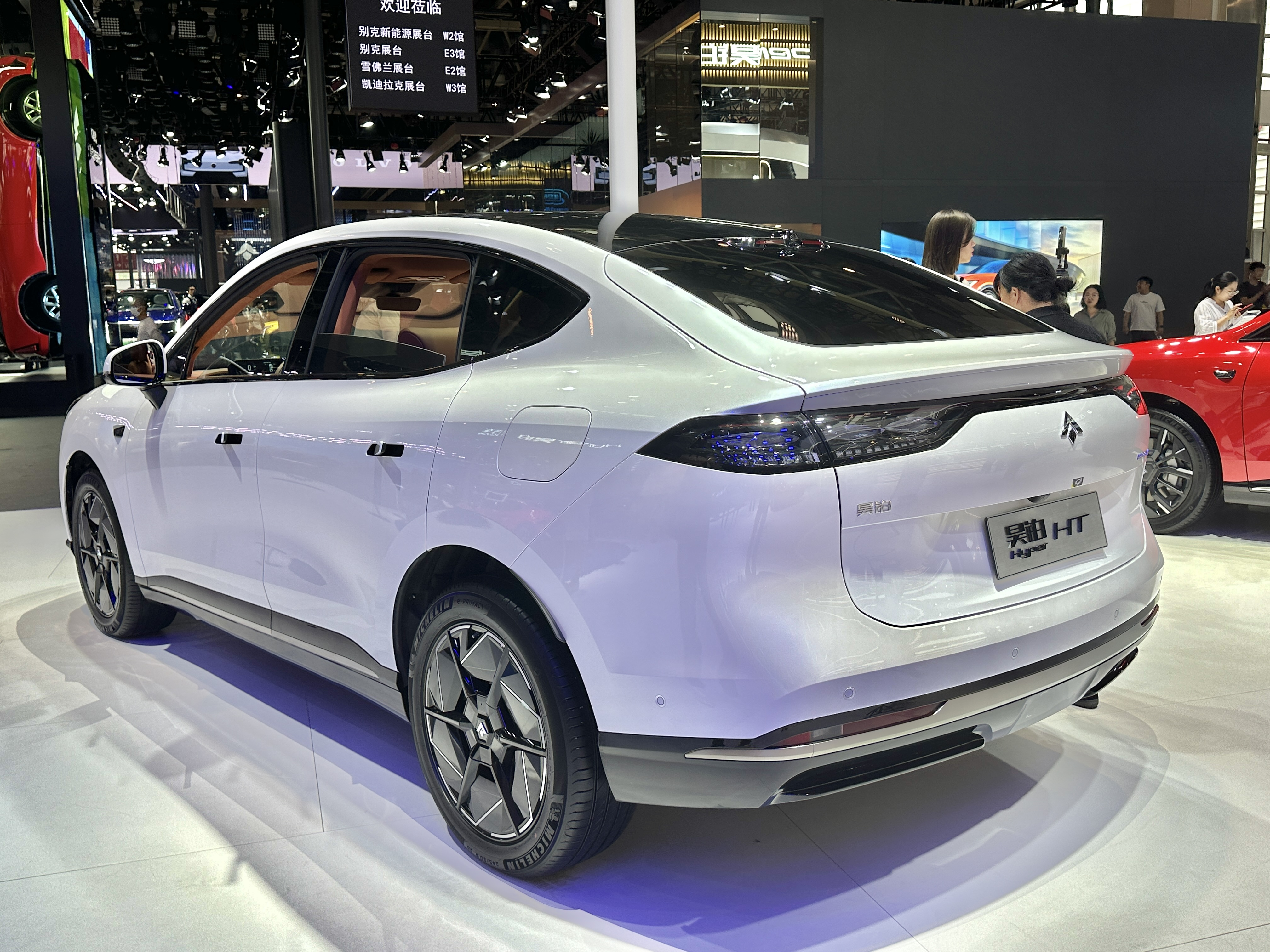
Hyptec HT - tył

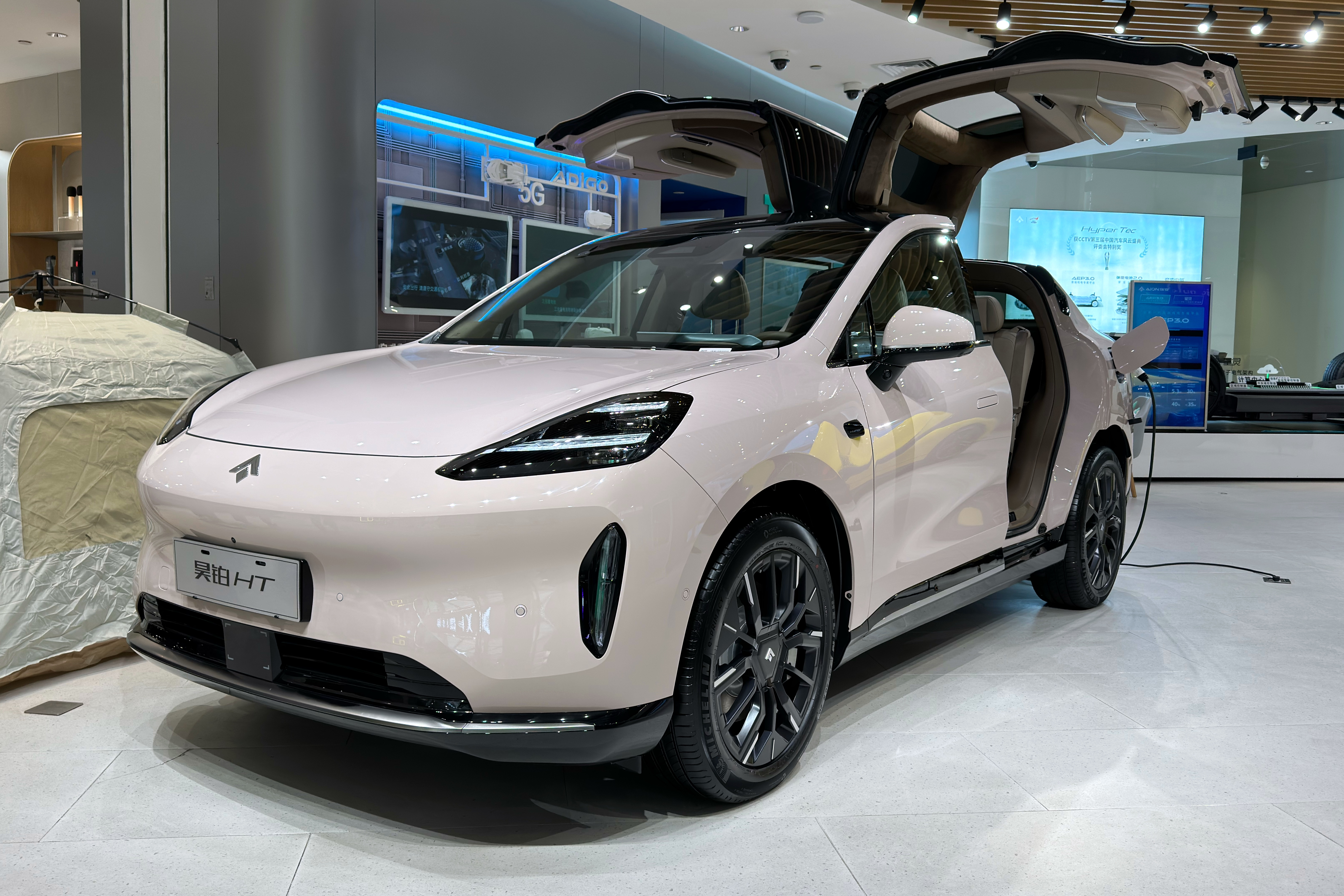
Hyptec HT - tylne drzwi

W listopadzie 2023 GAC Aion przedstawił trzeci model swojej marki Hyper (po 2024 Hyptec), tym razem pod podstacią dużego SUV-a Hyptec HT. Długi na 4,93 metra samochód utrzymano w estetyce tożsamej z flagowym Hyptec GT, wyróżniając się smukłą sylwetką z licznymi ostrymi liniami oraz łagodnie opadającą linią dachu w stylu SUV-ów Coupe. Detalami współgrającymi z tą koncepcją stylistyczną zostały m.in. chowane klamki, bezramkowe drzwi czy duże, 19- lub 20-calowe alufelgi.
Nietypowym rozwiązaniem został system otwierania tylnych drzwi, które uchylają się do góry razem z elementem dachu w systemie tzw. gullwing doors. Kabina pasażerska utrzymana została w luksusowej aranżacji, z opcjonalnym wykończeniem jasnobeżową skórą nappa, przednimi fotelami z funkcją masażu oraz tylną kanapą z systemem ogrzewania. Doświetlenie wnętrza zapewniło okno dachowe, a oparcie pasażera przedniego rzędu można opcjonalnie złożyć na płasko w celu umożliwienia jadącej z tyłu osoby rozłożenia nóg. Kokpit upodobniono do tego z modelu Hyptec GT, z owalnym kołem kierownicy, wysuniętym ku szybie wąskim ekranem cyfrowych zegarów i dotykowym ekranem systemu multimedialnego dominującego kokpit.

### Sprzedaż
Podobnie jak inne modele marki, tak i Hyptec HT powstał wyłącznie z myślą o sprzedaży na wewnętrznym rynku chińskim. Rozpoczęła się ona tuż po prezentacji, w listopadzie 2023 roku, z cennikiem kształtującym się od 213 900 juanów za wariant podstawowy do 329 900 juanów za odmianę topową. W ciągu pierwszego miesiąca GAC Aion zebrał 20 tysięcy zamówień na elektrycznego SUV-a.

### Dane techniczne
Hyptec HT jest samochodem w pełni elektrycznym, oferowanym z dwoma wariantami silników przenoszących moc wyłącznie na tylną oś. Podstawowy rozwinął moc 245 KM i 355 Nm maksymalnego momentu obrotowego, rozpędzając się do 100 km/h w 6,8 sekundy. Topowy zyskał za to moc 340 KM i 430 Nm maksymalnego momentu obrotowego, ze sprintem od 0 do 100 km/h w 5,8 lub 6,2 sekundy. Przewidziano cztery pakiety baterii: 70 kWh i 550 kilometrów zasięgu CLTC, 72,7 kWh i 600 kilometrów zasięgu, 80 kWh i 670 kilometrów zasięgu lub 93 kWh z 770 kilometrów maksymalnego zasięgu w chińskim cyklu pomiarowym.